# Географија Танзаније
Танзанија обухвата многа језера, националних паркова и највишу тачку Африке, планину Килиманџаро (5.895 м). Североисточна Танзанија је планинска, док је централна област део велике висоравни прекривене пашњацима. Земља такође поседује јужни део Викторијиног језера на својој северној граници са Угандом и Кенијом.
Административно, Танзанија је подељена на 30 региона,  од којих двадесет пет на копну, три на Унгуџи (незванично познатом као острво Занзибар) и два на острву Пемба.

## Физичка географија
Североисточна Танзанија обухвата планински терен и укључује планину Меру, активни вулкан, планину Килиманџаро, успавани вулкан и планинске ланце Усамбара и Паре. Килиманџаро сваке године привлачи хиљаде туриста. Западно од тих планина је Грегоријев рифт, који је источни крак Велике раседне долине. На дну рифта налази се низ великих сланих језера, укључујући Натрон на северу, Мањару на југу и Ејаси на југозападу. Расцеп такође обухвата Вулканску висораван, која укључује Нгоронгоро заштићену област и Нгоронгоро кратер. Јужно од језера Натрон налази се Ол Доињо Ленгаи са надморском висином од 3.188 м,  једини активни вулкан на свету који производи натрокарбонатитну лаву. Западно од висоравни кратера налази се Национални парк Серенгети, који је познат по својим лавовима, леопардима, слоновима, носорозима и бизонима, уз годишње миграције милиона белог брадатог гнуа. Југоисточно од парка је клисура Олдувај, где су пронађени многи од најстаријих фосила и артефаката хоминида.
Северозападно је Викторијино језеро на граници Кенија – Уганда – Танзанија. Ово је највеће језеро у Африци по површини и традиционално се назива извор реке Нил. Југозападно од овога, одвајајући Танзанију од Демократске Републике Конго, налази се језеро Тангањика. Ово језеро се процењује као друго најдубље језеро на свету после Бајкалског језера у Сибиру. Западни део земље између језера Викторија, Тангањике и Малавија састоји се од равног земљишта које је Светски фонд за дивље животиње окатегорисао као део екорегиона миомбо шума централног Замбезија. Непосредно узводно од водопада Каламбо, налази се једно од најважнијих археолошких налазишта у Африци. Јужно горје Танзаније налази се у југозападном делу земље, око северног краја језера Малави. Мбеја је највећи град у Јужној висоравни.
Центар Танзаније је велика висораван, која је део источноафричке висоравни. Јужна половина ове висоравни је пашњак у оквиру екорегиона источних миомбо шума, чији је већи део покривен огромним националним парком Селус. Даље на северу висораван је обрадиво земљиште и обухвата главни град државе, Додому.
На источној обали налази се највећи град Танзаније и бивша престоница Дар ес Салам. Северно од овог града налази се Занзибарски архипелаг, полуаутономна територија Танзаније која је позната по својим зачинима. Обала је подручје источноафричких мангрова, мангровских мочвара које су важно станиште за дивље животиње на копну и у води. Недавна глобална анализа даљинског истраживања показала је да у Танзанији постоји 1.256 km² плимских равница, што је чини 26. рангираном земљом у погледу плимне равнице. 

### Сливови
Источном и централном Танзанијом теку реке које се уливају у Индијски океан. Главне реке су, од севера ка југу, Пангани, Вами, Руву, Руфиџи, Матанду, Мбвемкуру и Рувума, која чини јужну границу са Мозамбиком.
Већи део река северне Танзаније се улива у Викторијино језеро, које се слива у реку Нил.
Западни део Танзаније налази се у сливу језера Тангањика, које се улива у реку Конго. Река Малагараси је највећа притока језера Тангањика.
Део југозападне Танзаније се улива у језеро Малави, које се улива на југу у реку Замбези.
Подручје јужно-источног рифта северно-централне Танзаније састоји се од неколико ендорејских сливова, који немају излаз у море и одводе се у слана и/или алкална језера. Језеро Руква у западној централној Танзанији је такође ендорејски слив.

## Клима
Танзанија има углавном тропску климу, али има регионалне варијације због топографије.  У планинским пределима температуре се крећу између 10 и 20 °C током хладних и топлих сезона, а јавља се и суптропска планинска клима. У остатку земље температуре ретко падају испод 20 °C. Најтоплији период траје између новембра и фебруара (25—31 °C) док се најхладнији период јавља између маја и августа (15—20 °C).
Сезонске падавине су углавном условљене миграцијом Интертропске зоне конвергенције. Мигрира на југ кроз Танзанију од октобра до децембра, достижући југ земље у јануару и фебруару, а враћа се на север у марту, априлу и мају. Ово узрокује да север и исток Танзаније доживљавају два различита влажна периода – кратке кише од октобра до децембра и дуге кише од марта до маја – док јужни, западни и централни делови земље доживљавају једну влажну сезону која се наставља од октобра до априла или маја.  Неке унутрашње области Танзаније имају врућу полусушну климу.
Широм Танзаније, почетак дугих киша је у просеку 25. марта, а престанак 21. маја. Јужни Атлантски океан топлији од нормалног у комбинацији са источним Индијским океаном који је хладнији од нормалног често узрокује одлагање почетка. 

### Примери
| Клима Dar es Salaam                                            | Клима Dar es Salaam | Клима Dar es Salaam | Клима Dar es Salaam | Клима Dar es Salaam | Клима Dar es Salaam | Клима Dar es Salaam | Клима Dar es Salaam | Клима Dar es Salaam | Клима Dar es Salaam | Клима Dar es Salaam | Клима Dar es Salaam | Клима Dar es Salaam | Клима Dar es Salaam |
| Показатељ \ Месец                                              | .Јан.               | .Феб.               | .Мар.               | .Апр.               | .Мај.               | .Јун.               | .Јул.               | .Авг.               | .Сеп.               | .Окт.               | .Нов.               | .Дец.               | .Год.               |
| -------------------------------------------------------------- | ------------------- | ------------------- | ------------------- | ------------------- | ------------------- | ------------------- | ------------------- | ------------------- | ------------------- | ------------------- | ------------------- | ------------------- | ------------------- |
| Апсолутни максимум, °C (°F)                                    | 35,0 (95)           | 35,2 (95,4)         | 35,0 (95)           | 35,0 (95)           | 32,9 (91,2)         | 33,0 (91,4)         | 31,8 (89,2)         | 31,9 (89,4)         | 33,8 (92,8)         | 33,7 (92,7)         | 34,0 (93,2)         | 34,5 (94,1)         | 35,2 (95,4)         |
| Максимум, °C (°F)                                              | 31,8 (89,2)         | 32,4 (90,3)         | 32,1 (89,8)         | 30,7 (87,3)         | 29,8 (85,6)         | 29,3 (84,7)         | 28,9 (84)           | 29,4 (84,9)         | 30,3 (86,5)         | 30,9 (87,6)         | 31,4 (88,5)         | 31,6 (88,9)         | 30,72 (87,28)       |
| Минимум, °C (°F)                                               | 23,5 (74,3)         | 23,3 (73,9)         | 22,8 (73)           | 22,4 (72,3)         | 21,3 (70,3)         | 19,2 (66,6)         | 18,2 (64,8)         | 18,1 (64,6)         | 18,4 (65,1)         | 19,7 (67,5)         | 21,3 (70,3)         | 22,8 (73)           | 20,92 (69,64)       |
| Апсолутни минимум, °C (°F)                                     | 18,1 (64,6)         | 18,4 (65,1)         | 19,6 (67,3)         | 19,6 (67,3)         | 16,2 (61,2)         | 14,4 (57,9)         | 13,7 (56,7)         | 12,8 (55)           | 14,3 (57,7)         | 15,8 (60,4)         | 17,6 (63,7)         | 18,8 (65,8)         | 12,8 (55)           |
| Количина кише, mm (in)                                         | 76,3 (3,004)        | 54,9 (2,161)        | 138,1 (5,437)       | 254,2 (10,008)      | 197,8 (7,787)       | 42,9 (1,689)        | 25,6 (1,008)        | 24,1 (0,949)        | 22,8 (0,898)        | 69,3 (2,728)        | 125,9 (4,957)       | 117,8 (4,638)       | 1.149,7 (45,264)    |
| Дани са кишом (≥ 1.0 mm)                                       | 7                   | 4                   | 11                  | 18                  | 13                  | 5                   | 4                   | 4                   | 3                   | 5                   | 8                   | 9                   | 91                  |
| Релативна влажност, %                                          | 77                  | 76                  | 80                  | 84                  | 81                  | 78                  | 77                  | 76                  | 75                  | 76                  | 78                  | 78                  | 78                  |
| Сунчани сати — месечни просек                                  | 235,6               | 223,2               | 213,9               | 156,0               | 213,9               | 222,0               | 223,2               | 266,6               | 252,0               | 275,9               | 252,0               | 241,8               | 2.776,1             |
| Сунчани сати — дневни просек                                   | 7,6                 | 7,9                 | 6,9                 | 5,2                 | 6,9                 | 7,4                 | 7,2                 | 8,6                 | 8,4                 | 8,9                 | 8,4                 | 7,8                 | 7,6                 |
| Извор #1: World Meteorological Organization                    |                     |                     |                     |                     |                     |                     |                     |                     |                     |                     |                     |                     |                     |
| Извор #2: Deutscher Wetterdienst (extremes, humidity, and sun) |                     |                     |                     |                     |                     |                     |                     |                     |                     |                     |                     |                     |                     |

| Клима Dodoma (1971–2000)                                 | Клима Dodoma (1971–2000) | Клима Dodoma (1971–2000) | Клима Dodoma (1971–2000) | Клима Dodoma (1971–2000) | Клима Dodoma (1971–2000) | Клима Dodoma (1971–2000) | Клима Dodoma (1971–2000) | Клима Dodoma (1971–2000) | Клима Dodoma (1971–2000) | Клима Dodoma (1971–2000) | Клима Dodoma (1971–2000) | Клима Dodoma (1971–2000) | Клима Dodoma (1971–2000) |
| Показатељ \ Месец                                        | .Јан.                    | .Феб.                    | .Мар.                    | .Апр.                    | .Мај.                    | .Јун.                    | .Јул.                    | .Авг.                    | .Сеп.                    | .Окт.                    | .Нов.                    | .Дец.                    | .Год.                    |
| -------------------------------------------------------- | ------------------------ | ------------------------ | ------------------------ | ------------------------ | ------------------------ | ------------------------ | ------------------------ | ------------------------ | ------------------------ | ------------------------ | ------------------------ | ------------------------ | ------------------------ |
| Апсолутни максимум, °C (°F)                              | 35,3 (95,5)              | 36,0 (96,8)              | 33,5 (92,3)              | 32,7 (90,9)              | 32,9 (91,2)              | 31,7 (89,1)              | 31,1 (88)                | 34,1 (93,4)              | 33,8 (92,8)              | 36,1 (97)                | 36,0 (96,8)              | 36,4 (97,5)              | 36,4 (97,5)              |
| Максимум, °C (°F)                                        | 29,4 (84,9)              | 29,4 (84,9)              | 29,0 (84,2)              | 28,7 (83,7)              | 28,0 (82,4)              | 27,1 (80,8)              | 26,5 (79,7)              | 27,3 (81,1)              | 29,0 (84,2)              | 30,5 (86,9)              | 30,1 (86,2)              | 30,4 (86,7)              | 28,78 (83,81)            |
| Минимум, °C (°F)                                         | 18,6 (65,5)              | 18,6 (65,5)              | 18,3 (64,9)              | 17,9 (64,2)              | 16,5 (61,7)              | 14,4 (57,9)              | 13,6 (56,5)              | 14,2 (57,6)              | 15,3 (59,5)              | 16,9 (62,4)              | 18,3 (64,9)              | 18,8 (65,8)              | 16,78 (62,2)             |
| Апсолутни минимум, °C (°F)                               | 15,7 (60,3)              | 16,2 (61,2)              | 14,9 (58,8)              | 14,9 (58,8)              | 10,3 (50,5)              | 8,9 (48)                 | 7,6 (45,7)               | 9,3 (48,7)               | 11,1 (52)                | 13,0 (55,4)              | 14,4 (57,9)              | 14,4 (57,9)              | 7,6 (45,7)               |
| Количина кише, mm (in)                                   | 133,7 (5,264)            | 144,5 (5,689)            | 113,9 (4,484)            | 57,8 (2,276)             | 5,3 (0,209)              | 0,1 (0,004)              | 0,03 (0,0012)            | 0,01 (0,0004)            | 0,01 (0,0004)            | 2,08 (0,0819)            | 26,25 (1,0335)           | 123,28 (4,8535)          | 606,96 (23,8969)         |
| Дани са кишом (≥ 1.0 mm)                                 | 10                       | 9                        | 7                        | 5                        | 1                        | 0                        | 0                        | 0                        | 0                        | 0                        | 2                        | 7                        | 41                       |
| Релативна влажност, %                                    | 66                       | 68                       | 70                       | 68                       | 63                       | 60                       | 59                       | 58                       | 55                       | 53                       | 55                       | 63                       | 61,5                     |
| Извор #1: World Meteorological Organization              |                          |                          |                          |                          |                          |                          |                          |                          |                          |                          |                          |                          |                          |
| Извор #2: Deutscher Wetterdienst (extremes and humidity) |                          |                          |                          |                          |                          |                          |                          |                          |                          |                          |                          |                          |                          |

## Статистика
Локација: источна Африка, граничи се са Индијским океаном, између Кеније и Мозамбика
Географске координате:6° 00′ S 35° 00′ E / 6.000° Ј; 35.000° И
Континент: Африка
Област:  Напомена: укључује острва Мафија, Пемба и Унгуџа
- укупно: 947.300 km2 (365.800 sq mi)
- земљиште: 885.800 km2 (342.000 sq mi)
- вода: 61.500 km2 (23.700 sq mi)

Границе земљишта: 
- укупно: 3.861 km (2.399 mi)
- граничне земље: Бурунди 451 km (280 mi), Кенија 769 km (478 mi), Малави 475 km (295 mi), Мозамбик 756 km (470 mi), Руанда 217 km (135 mi), Уганда 396 km (246 mi), Замбија 338 km (210 mi), Демократска Република Конго 459 km (285 mi)

Обала: 1.424 km (885 mi) 
Поморски подаци:
- ексклузивна економска зона : 241,888 km2 (93,393 sq mi) и 200 nmi (370,4 km; 230,2 mi)
- територијално море: 12 nmi (22,2 km; 13,8 mi) [12]

Терен: равнице уз обалу; централни плато; висоравни на северу, југу 
Екстреми надморске висине: 
- најнижа тачка: Индијски океан 0 м
- највиша тачка: Килиманџаро 5.895 m (19.341 ft)

Природни ресурси: хидроенергија, калај, фосфати, гвоздена руда, угаљ, дијаманти, драго камење, злато, природни гас, никл 
Коришћење земљишта:
- обрадиво земљиште: 12,25% [12]
- трајни усеви: 1,79% [12]
- остало: 85,96% (2011)

Наводњавано земљиште: 1.843 km2 (712 sq mi) (2003) 
Укупни обновљиви водни ресурси: 96,27 km3 (23,10 cu mi) (2011)
Природне опасности:
- поплаве на централном платоу током кишне сезоне; суша
- вулкани: ограничена активност вулкана; Ол Доињо Ленгаи ( 2.962 m (9.718 ft) ) је емитовао лаву последњих година; други историјски активни вулкани укључују Киејо и Меру [12]

Животна средина - актуелна питања: деградација земљишта; крчење шума; дезертификација; уништавање коралног гребена угрожава морска станишта; недавне суше су утицале на маргиналну пољопривреду; дивље животиње угрожене илегалним ловом и трговином, посебно за слоновачу. 